# Canton de Rennes-X
Le canton de Rennes-X est un ancien canton français situé dans le département d'Ille-et-Vilaine et la région Bretagne.

## Histoire
Le canton est créé par décret du 23 juillet 1973 par réorganisation des quatre cantons de Rennes en dix cantons.
Il est supprimé par le décret du 16 janvier 1985 le renommant en « canton de Rennes-Sud-Ouest ».

## Composition
Le canton de Rennes-X comprenait :
- les communes de Saint-Jacques-de-la-Lande et Vezin-le-Coquet,
- la portion de territoire de la ville de Rennes déterminée par les limites de la commune de Saint-Jacques-de-la-Lande, celles du Rheu, de la commune de Vezin-le-Coquet, du cours Sud de la Vilaine et l'axe des voies ci-après : quai de La Prévalaye, quai Lamennais, place de la République, rue Jules-Simon, boulevard de la Liberté, rue Émile-Souvestre, rue de Plélo et rue de Nantes.

## Représentation
| Période | Période | Identité     | Étiquette | Qualité                                                                                                 |
| ------- | ------- | ------------ | --------- | --- |
| 1973    | 1985    | Georges Cano | PS        | Menuisier Maire de Saint-Jacques-de-la-Lande (1971-1989) Elu en 1985 dans le Canton de Rennes-Sud-Ouest |